# デルフォ・カブレラ
デルフォ・カブレラ（Delfo Cabrera、1919年4月2日- 1981年8月2日）は、アルゼンチンの陸上競技選手。1948年ロンドンオリンピック男子マラソンの金メダリストである。

## 経歴
カブレラは、アルゼンチン北部のサンタフェ州出身。青年時代はサッカーの選手であったが、1932年ロサンゼルスオリンピックのマラソンで、ファン＝カルロス・サバラが金メダルを獲得したのに感化され陸上に転向した。
1938年にブエノスアイレスに転居。同年の国内選手権の5000mで優勝し初めての国内タイトルを獲得。その後、カブレラはさらに9つのタイトルを獲得するが、マラソンで優勝したことはなかった。
カブレラは、第二次世界大戦では陸軍に従軍。そこで後のアルゼンチン大統領となるフアン・ペロンと出会う。戦後はペロンの友人として、ペロン率いる正義党（ペロン党）の党員として精力的に活動。1949年には勲章を授かっている。
1948年ロンドンオリンピックは、カブレラにとって初めての大きな国際舞台となった。この大会カブレラはマラソンに出場。レースはベルギーのエティエンヌ・ガイイが終始レースを支配。ところが、ガイイは先頭でスタジアムに現れたものの、残り400mで転倒。起き上がったものの再び転倒。40年前のロンドンオリンピックのドランド・ピエトリの悲劇の再現となってしまった。この間に、カブレラと、イギリスのトーマス・リチャーズがガイイを追い抜き、カブレラがリチャーズに16秒差を付け金メダルを獲得した。
カブレラは、4年後の1952年ヘルシンキオリンピックのマラソンにも出場したが6位に終わっている。その後、1954年のボストンマラソンで6位という結果を残し現役を引退。引退後は体育教師となった。

## 主な実績
| 年   | 大会                   | 場所                           | 種目     | 結果 | 記録          |
| ---- | ---------------------- | ------------------------------ | -------- | ---- | ------------- |
| 1948 | オリンピック           | ロンドン(イギリス)             | マラソン | 1位  | 2時間34分52秒 |
| 1951 | パンアメリカンゲームズ | ブエノスアイレス(アルゼンチン) | マラソン | 1位  | 2時間35分01秒 |